# Gongylanthus reniformis
Gongylanthus reniformis là một loài rêu tản trong họ Arnelliaceae. Loài này được (Mitt.) Stephani miêu tả khoa học lần đầu tiên năm 1906.